# Otto Richter (Archivar)

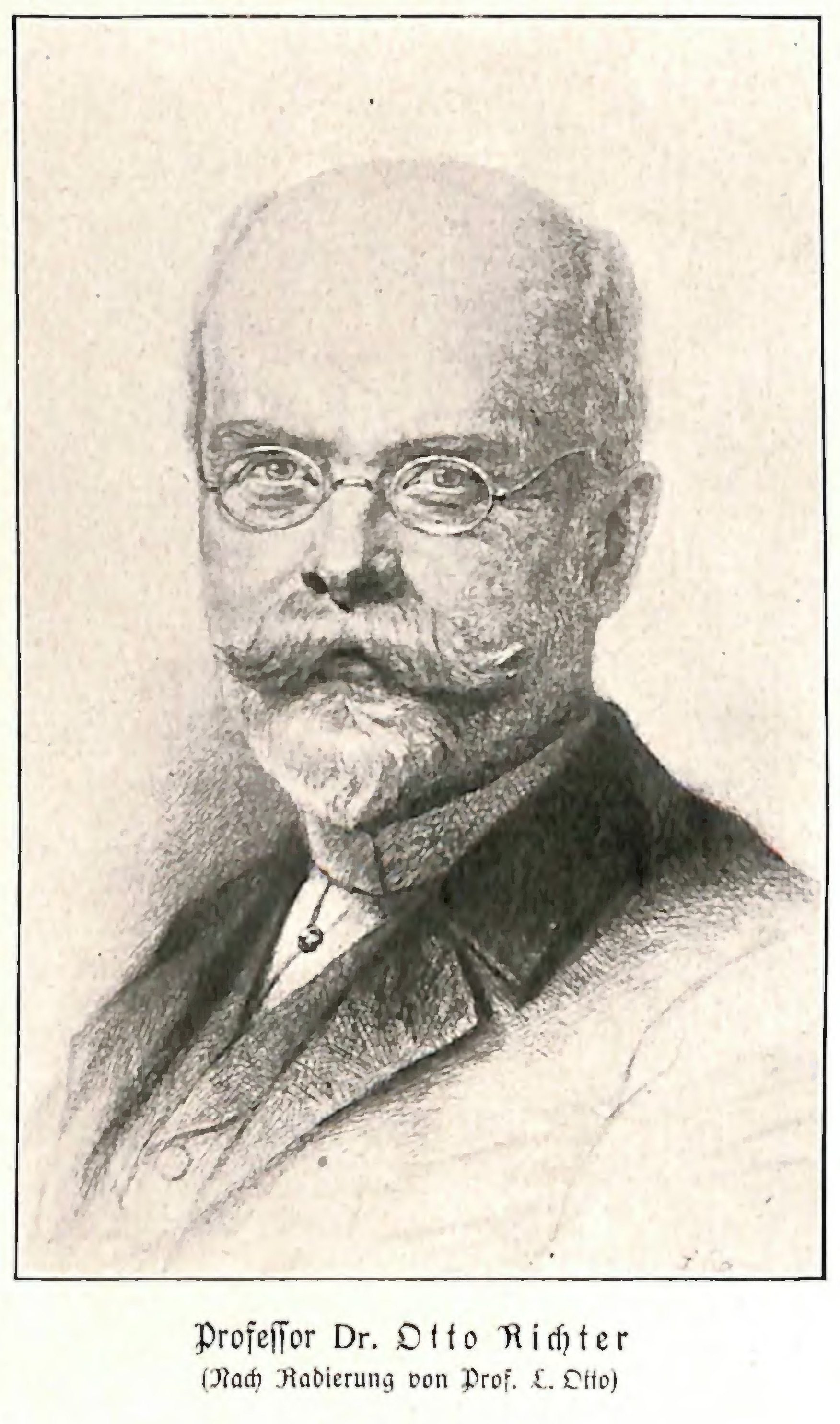
Otto Richter

Ludwig (Louis) Otto Richter (* 30. August 1852 in Meißen; † 3. Oktober 1922 in Dresden) war ein deutscher Archivar, Bibliothekar und Historiker.
Als Leiter des Dresdner Ratsarchivs begründete er 1879 die Stadtbibliothek, aus der 1891 auf seine Initiative das Stadtmuseum hervorging. Richter lieferte zudem Grundlagenwerke für die Dresdner Stadtgeschichte, die ihm die Bezeichnung „Vater der Geschichte Dresdens“ einbrachten.

## Leben
Nach dem Besuch der Meißner Stadtschule trat er zunächst eine Stelle an als Schreiber eines Advokaten, da er als Arbeiterkind kaum über Mittel verfügte. Seiner Neigung entsprach diese Tätigkeit jedoch keinesfalls. Gleichwohl lernte er gewisse Prinzipien der Ordnung von Archivalien dabei kennen, die ihm bei seiner späteren Tätigkeit im Ratsarchiv hilfreich zu Gebote standen. Sein Bruder August und sein Schwager Ernst Teichert finanzierten ihm den Besuch der Neustädter Realschule von 1869 bis 1873. Er legte 1873 sein Abitur ab.
Noch 1873 bezog Richter die Universität Leipzig um ein Studium der Geschichte und Philologie aufzunehmen.
Mit den Professoren Heinrich Wuttke und Karl Biedermann pflegte er persönliche Kontakte. 1877 wurde er von der Universität Leipzig mit einer Arbeit zum Basler Konzil (1431–1437) promoviert. Der Erstgutachter der Arbeit war Georg Voigt. Diese Arbeit wiederum schlug sich in der zweiten (1880/81) und dritten Auflage (1894 besorgt von Max Lehnerdt) der 1859 von Voigt erstmals publizierten Die Wiederbelebung des classischen Alterthums oder das erste Jahrhundert des Humanismus nieder.
Die nächsten beiden Jahre war er bei der Königlichen öffentlichen Bibliothek als wissenschaftlicher Hilfsarbeiter tätig. Zum Juli 1879 erhielt er eine Anstellung als Archivar und Bibliothekar bei der Ratsbibliothek und beim Ratsarchiv Dresden.
Richter baute die vorhandene Ratsbibliothek zu einer wissenschaftlichen Stadtbibliothek aus.
Er konnte für diese die Büchersammlung des Hofuhrmachers Moritz Weisse und die des Vereins für Geschichte Dresdens übernehmen, die gleichzeitig die Grundlage für den Bestand bildeten. Im Jahr 1881 wurde die Ratsbibliothek der allgemeinen öffentlichen Benutzung zugänglich gemacht und erhielt die Bezeichnung Stadtbibliothek.
Das Ratsarchiv leitete Richter, vorrangig unter historischen Gesichtspunkten entgegen seinem Vorgänger Julius Alfred Heinze, im juristischen Sinne. Richter machte die genauere Erschließung den Bestand öffentlichkeitswirksam bekannt. Schon 1879 begann Richter mit einem Werk, in welchem seine nachhaltigste Bedeutung liegt: der dreibändigen Verfassungs- und Verwaltungsgeschichte Dresdens. Er dürfte der Erste gewesen sein, der alle damals verfügbaren archivalischen Quellen zur Dresdner Geschichte des Mittelalters auswertete. Richter war Vorsitzender des Vereines für die Geschichte Dresdens von 1883 bis 1912. Außerdem gab er ab 1892 die Dresdner Geschichtsblätter heraus, die auf seine Initiative hin erschienen. Ein Schwerpunkt betraf die Architekturdiskussionen in Dresden. 1912 trat Richter aus Altersgründen von allen Ämtern zurück und reichte seinen Abschied ein. Das Verhältnis zu Oberbürgermeister Gustav Otto Beutler war nicht so günstig wie zu dessen Amtsvorgänger Alfred Stübel, der Richters Bemühungen weithin intensiv unterstützt hatte.

## Werke
- Die Organisation und Geschäfts-Ordnung des Basler Concils. Naumann, Leipzig 1877 (Diss. Leipzig 1877).
- Verfassungs- und Verwaltungsgeschichte der Stadt Dresden
  - Bd. 1, Dresden: Baensch 1885 (online).
  - Bd. 2, Dresden: Baensch 1891 (online).
  - Bd. 3, Dresden: Baensch 1891 (online).
- Dresdens Festungswerke im Jahre 1811. 90 Ansichten und 2 Pläne in Lichtdruck. Lichtdr. von Stengel & Markert, Dresden 1890.
- Canaletto-Mappe. 24 Ansichten von Dresden, Pirna und Königstein nach Canalettos Radierungen. Wilhelm Baensch, Hofverl. Buchh., Dresden 1894.
- Erinnerungen aus dem alten Dresden. 24 Ansichten alter, um die Mitte unsers Jahrhunderts abgebrochener Baulichkeiten, nach Aquarellen von Friedr. Aug. Kannegiesser auf 14 Lichtdrucktafeln; Nebst einem Stadtplane vom Jahre 1833. Stengel & Markert, Dresden 1896.
- Atlas zur Geschichte Dresdens. Pläne und Ansichten der Stadt aus den Jahren 1521 bis 1898 auf 40 Lichtdrucktafeln ; mit einem Abriß der geschichtlichen Ortskunde von Dresden Abriß der geschichtlichen Ortskunde von Dresden. Stengel & Markert, Dresden 1898. (Beiheft: urn:nbn:de:bsz:14-db-id18875396548)
- Geschichte der Stadt Dresden, Bd. 1: Dresden im Mittelalter. Baensch, Dresden 1900.
- Dresdens Umgebung in Landschaftsbildern aus dem Anfange des 19. Jahrhunderts. Römmler & Jonas, Dresden 1902.
- Geschichte der Stadt Dresden in den Jahren 1871 bis 1902. Werden und Wachsen einer deutschen Großstadt; zur Deutschen Städteausstellung. Zahn & Jaensch, Dresden 1903, urn:nbn:de:bsz:14-db-id19049195611.
- Dresden sonst und jetzt. 50 Doppelbilder in Lichtdruck nach alten Radierungen und neuen Aufnahmen. Baensch, Dresden 1905 (Digitalisat im Internet Archive).
- Dresdner Bilderchronik, Teil 1, Tafel 1–12: 16. und 17. Jahrhundert. Römmler & Jonas, Dresden 1906.
- Dresdner Bilderchronik, Teil 2:  Tafel 13–26. Von 1709 bis 1815. Römmler & Jonas, Dresden 1910.
- Dresdens Entwicklung in den Jahren 1903 bis 1909: Festschrift des Rates der Königlichen Haupt- und Residenzstadt Dresden zur Einweihung des neuen Rathauses am 1. Oktober 1910; mit 22 Lichtdruckbildern. Güntzsche Stiftung, Dresden 1910.
- Jugenderinnerungen, 
  - Bd. 1: Lebensfreuden eines Arbeiterkindes. Laube, Dresden 1919.
  - Bd. 2: Lehrjahre eines Kopfarbeiters. hrsg. von Artur Brabant, Baensch, Dresden 1925.